# Hauke Fuhlbrügge

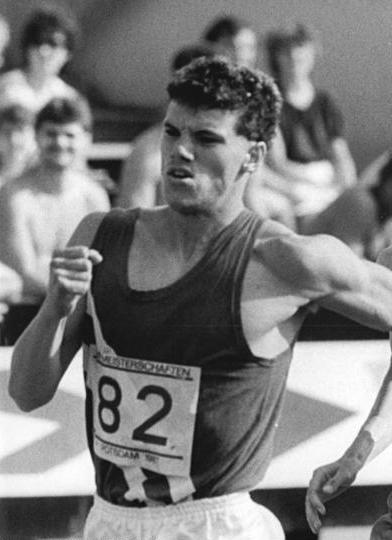
Hauke Fuhlbrügge bei den DDR-Meisterschaften 1987

Hauke Fuhlbrügge (* 21. März 1966 in Friedrichroda) ist ein ehemaliger deutscher Leichtathlet, der in den 1990er Jahren zur Weltspitze im 1500-Meter-Lauf gehörte. Sein größter Erfolg war der dritte Platz bei den Weltmeisterschaften 1991. Bis 1990 startete er für die DDR.
Hauke Fuhlbrügge gehörte dem SC Turbine Erfurt (später in TSV Erfurt umbenannt) an und trainierte bei Dieter Hermann. In seiner aktiven Zeit war er 1,80 m groß und wog 65 kg.
Fuhlbrügges größter Konkurrent auf der Tartanbahn war Jens-Peter Herold. Sein größter Coup gelang Fuhlbrügge mit dem Gewinn der Bronzemedaille über 1500 Meter bei den Weltmeisterschaften 1991 in Tokio, als er den kurz vor dem Ziel schon über seinen dritten Platz jubelnden Herold noch überspurtete.

## Erfolge
- 1985: 3. Platz Junioreneuropameisterschaften (1500 Meter: 3:45,60 min)
- 1989: Hallenvizeweltmeister (1500 Meter: 3:37,80 min), DDR-Meister (1500 Meter: 3:42,81 min)
- 1991: 3. Platz Weltmeisterschaften (1500 Meter: 3:35,28 min)
- 1992: Deutscher Vizemeister (1500 Meter)